# Sorosichthys ananassa
Sorosichthys ananassa är en fiskart som beskrevs av Whitley, 1945. Sorosichthys ananassa ingår i släktet Sorosichthys och familjen Trachichthyidae. Inga underarter finns listade i Catalogue of Life.